# Дипалладийстронций
Дипалладийстронций — бинарное неорганическое соединение, интерметаллид
палладия и стронция
с формулой SrPd2,
кристаллы.

## Получение
- Сплавление стехиометрических количеств чистых веществ:

{\displaystyle {\mathsf {2Pd+Sr\ {\xrightarrow {T}}\ SrPd_{2}}}}

## Физические свойства
Дипалладийстронций образует кристаллы
кубической сингонии,
пространственная группа F d3m,
параметры ячейки a = 0,7826 нм, Z = 8,
структура типа магнийдимедь Cu2Mg (фаза Лавеса)
.